# پیتر دل مونته
پیتر دل مونته (ایتالیایی: Peter Del Monte؛ (زادهٔ ۲۹ ژوئیهٔ ۱۹۴۳ – درگذشتهٔ ۳۱ مهٔ ۲۰۲۱) یک کارگردان، و فیلم‌نامه‌نویس اهل ایتالیا بود.
از فیلم‌ها یا مجموعه‌های تلویزیونی که وی در آن‌ها نقش داشت، می‌توان به جولیا و جولیا اشاره نمود.